# Thomas Tallis

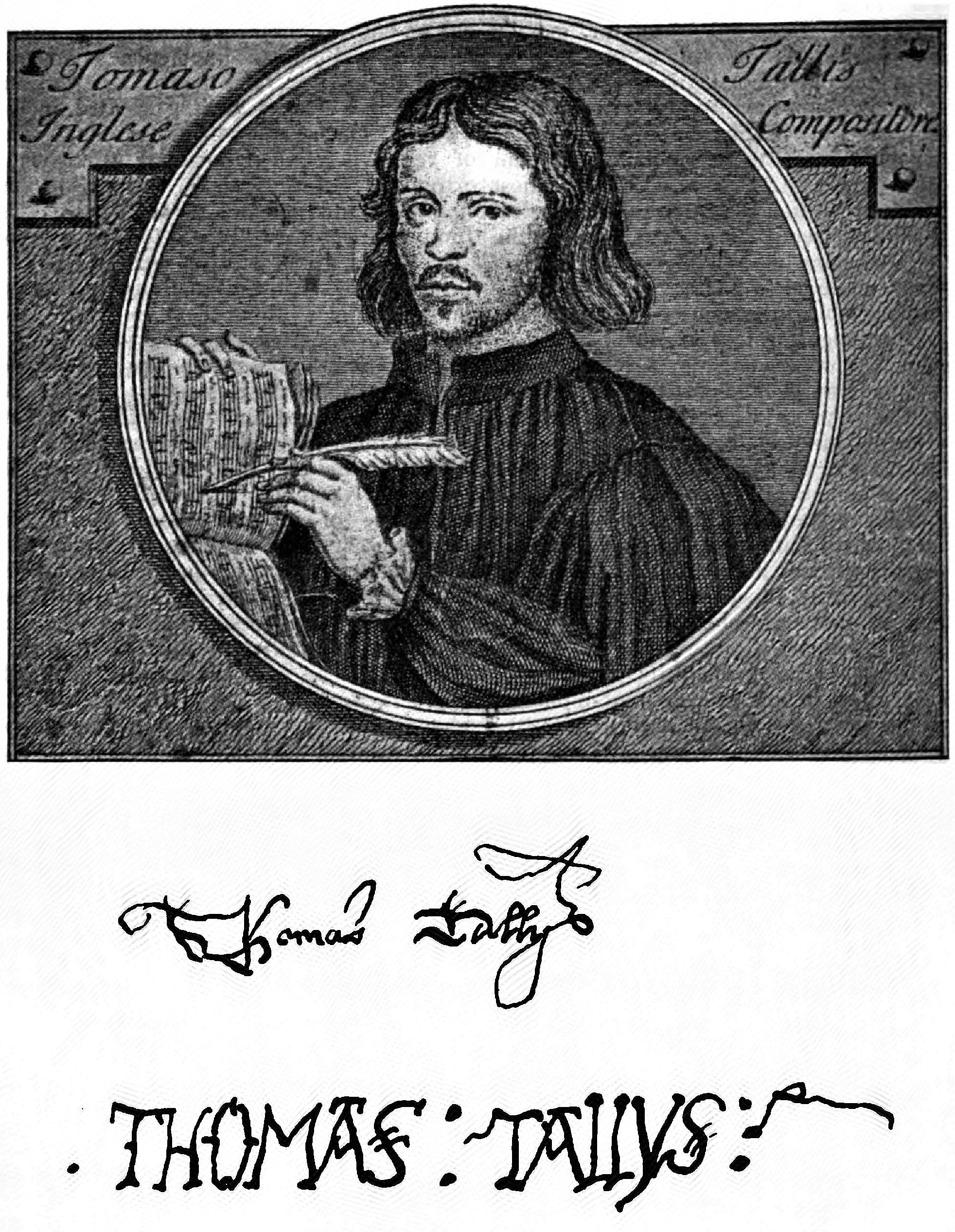
Thomas Tallis in una incisione del XVIII secolo di Niccolò Haym da un ritratto di Gerard van der Gucht

Thomas Tallis (Kent, 30 gennaio 1505 – Greenwich, 23 novembre 1585) è stato un compositore inglese. Occupa un posto di primo piano nelle antologie della musica liturgica inglese ed è considerato fra i più importanti del periodo rinascimentale.

## Biografia

### Gli esordi
Ci sono poche notizie sui primi anni della sua vita, ma gli studiosi concordano sul fatto che Tallis nacque probabilmente nel Kent intorno al 1505, ossia verso la fine del regno di Enrico VII. Il primo incarico da musicista di cui si ha notizia è quello che ricevette nel 1532 come organista dell'Abbazia benedettina di Dover, ubicata dove oggi sorge il College di Dover. La sua carriera lo portò quindi a Londra, dove per gli anni 1537 e 1538 risulta iscritto nel libro paga della chiesa di St. Mary-at-Hill e poi, probabilmente nell'autunno del 1538, al servizio dell'abbazia agostiniana di Holy Cross (Santa Croce) a Waltham fino alla soppressione dell'abbazia nel 1540 per ordine di Enrico VIII. Successivamente Tallis divenne organista presso la cattedrale di Canterbury, dove rimase negli anni 1541 e 1542

### L'approdo a corte
Nel 1543 fu finalmente ammesso alla Cappella della Corte d'Inghilterra con l'incarico di organista e compositore, incarico che mantenne fino alla sua morte (1585). La sua arte si pose a servizio di quattro sovrani: Enrico VIII, Edoardo VI, Maria I e infine, per più di metà della durata del suo regno, anche di Elisabetta I. In tutta la sua vita cercò di evitare di prendere parte alle controversie religiose che tanta importanza avevano in Inghilterra in quegli anni. I primi lavori di Tallis giunti fino a noi sono antifone devozionali dedicate alla Vergine Maria, usate spesso al di fuori della liturgia e coltivate in Inghilterra almeno fino alla caduta del Cardinal Wolsey e all'avvento dell'anglicanesimo per mano di Enrico VIII. La rottura di Enrico VIII con la Chiesa cattolica nel 1534 e l'ascesa di Thomas Cranmer influenzò notevolmente lo stile della musica di Tallis.
La liturgia della chiesa anglicana riformata fu inaugurata durante il breve regno di Edoardo VI (1547-1553) e Tallis fu uno dei primi musicisti di chiesa a scrivere anthems con testo in lingua inglese, benché continuasse ad usare anche il latino.

### L'evoluzione dello stile: fra liturgia cattolica e riforma anglicana
Alla morte di Edoardo VI e con l'avvento di Maria la Cattolica nel 1553 fu temporaneamente restaurato in Inghilterra il rito cattolico romano e quindi anche lo stile compositivo di Tallis tornò alla scrittura musicale prevalente fino agli anni Venti del secolo XVI. Gloriosa Mater Dei e la messa di Natale Puer natus est nobis, due delle più importanti opere di Tallis, risalgono a questo periodo. Come d'uso, queste composizioni intendevano esaltare l'immagine della sovrana inglese regnante insieme a quella della madre di Dio.
Nel 1558 Elisabetta I succedette sul trono inglese alla sorellastra; l'Atto di Uniformità dell'anno seguente abolì definitivamente la liturgia romana e stabilì la prassi del Book of Common Prayer. I compositori di corte rimisero dunque in vigore gli anthems in inglese, sebbene continuasse anche l'uso del testo in latino.
All'inizio del regno di Elisabetta il paese si stava dirigendo verso il puritanesimo scoraggiando, fra le altre cose, l'uso della polifonia nella liturgia. Tallis scrisse nove salmi in canto piano in parti per il salterio dell'arcivescovo Matthew Parker pubblicato nel 1567. Uno dei temi di questi salmi è stato scelto da Ralph Vaughan Williams per elaborare la Fantasia on a Theme of Thomas Tallis nel 1910. Uno dei migliori lavori di Tallis nell'epoca elisabettiana è Lamentazioni (di Geremia) per il servizio della Settimana Santa e il mottetto Spem in alium, concepito per otto cori a cinque voci. Si pensa che questa composizione sia stata eseguita durante le celebrazioni del compleanno della regina nel 1573. La composizione di questo mottetto fu stimolata dall'esistenza di un altro mottetto a 40 voci, organizzate però in maniera differente, intitolato Ecce beatam lucem e composto dall'italiano Alessandro Striggio senior. Le composizioni polifoniche vocali con un organico così ampio sono rarissime.
Tallis rimase cattolico fino alla fine della sua vita e fu tenuto in alta considerazione dai quattro sovrani che si trovò a servire. Maria la Cattolica aveva provveduto ad assegnargli un maniero nel Kent che gli procurava una buona rendita annuale. Elisabetta garantì invece a Tallis e a Byrd un'autorizzazione a stampare e pubblicare musica, una delle prime autorizzazioni di quel tipo nel paese.
Thomas Tallis morì nella sua casa di Greenwich nel novembre del 1585 e fu sepolto nella stessa città, presso la chiesa di St. Alfege.
Non si conoscono ritratti del compositore che risalgano al periodo in cui fu in vita; quello riportato in questa pagina è opera postuma di circa centocinquanta anni dell'incisore e mercante d'arte inglese Gerard Vandergucht (1696/97 – 18 marzo 1776) e non può pertanto essere considerato verosimigliante.
In una rara copia esistente della sua firma, vergata a caratteri neri, il compositore scrisse il suo cognome Tallys.